# Lotte Reiniger
Charlotte "Lotte" Reiniger (Berlim, 2 de junho de 1899 – Dettenhausen, 19 de junho de 1981) foi uma diretora de cinema alemã e a maior pioneira da animação de silhuetas.
É muito conhecido o fato de Lotte Reiniger ser mestre na arte de animação com silhuetas. Seus diversos trabalhos no campo da ilustração com técnica de paper cutting tornaram-se conhecidos publicamente através de suas ilustrações de livros. Menos conhecida é a sua grande contribuição para o desenvolvimento de uma terceira técnica, a do teatro de sombras. Quando Lotte Reiniger definiu o teatro de sombras como um “jogo de sombras em movimento”, isso pareceu óbvio. Mas não fazia parte da tradição europeia de teatro de sombras. “Os teatros de sombra europeus sempre foram mais ambiciosos em apresentar belas imagens do que ser uma “encenação de sombras em movimento”, conclui Lotte Reiniger em seu guia para o teatro de sombras e animação.
Reiniger fez mais de 40 filmes ao longo de sua carreira, todos eles usando a sua própria técnica. [1] Seus  filmes mais conhecidos são As Aventuras do Príncipe Achmed (1926) – o mais antigo longa-metragem de animação sobrevivente – lançado mais de 10 anos antes do longa-metragem de Walt Disney Branca de Neve e os Sete Anões (1937) – e Papageno (1935), com músicas de Mozart. Reiniger também é conhecida pela elaboração de uma precursora à primeira câmera multiplano.[2]

## Biografia

### Anos iniciais
Lotte Reiniger nasceu em Charlottenburg, distrito de Berlim, em 2 de junho de 1899. Seus pais eram Carl Reiniger e Eleonore Lina Wilhelmine Rakette.[3]
Quando criança, ficou fascinada com a arte chinesa de teatro de sombras, construindo o seu próprio teatro de fantoches, para que pudesse apresentar espetáculos para sua família e amigos.
Quando adolescente, Reiniger apaixonou-se pelo cinema, primeiro pelos filmes de Georges Méliès por seus efeitos especiais e, em seguida, pelos filmes do ator e diretor Paul Wegener, hoje conhecido por seu trabalho como diretor em O Golem (1920). Em 1915, participou de uma palestra de Wegener sobre as possibilidades fantásticas da animação.
Reiniger convenceu os pais a deixá-la se inscrever no grupo de atuação ao qual Wegener pertencia, o Teatro de Max Reinhardt. Lá começou trabalhando nos bastidores, fazendo figurinos e adereços, além de[4] retratos de silhueta dos vários atores a sua volta. Em pouco tempo passou a fazer elaborados cartões de título ou intertítulos para os filmes de Wegener, muitos dos quais contavam com silhuetas.[carece de fontes]

### Idade adulta e sucesso
Em 1918, Reiniger animou ratos de madeira e criou intertítulos animados para o filme de Wegener Der Rattenfänger von Hameln (O Flautista de Hamelin). O sucesso desta obra fez com que fosse aceita no Institut für Kulturforschung (Instituto de Pesquisa Cultural), um estúdio de animação experimental e curtas-metragens. No Instituto, ela conheceu o seu futuro parceiro criativo e marido, Carl Koch – com quem se casou em 6 de dezembro de 1921 – assim como outros artistas de vanguarda, incluindo Hans Cürlis, Bertolt Brecht e Bertold Bartosch.[5]
O primeiro filme dirigido por Reiniger foi Das Ornament des verliebten Herzens (O Ornamento do Coração Apaixonado, 1919), um filme curto envolvendo dois amantes e um ornamento que reflete seus estados de espírito. O filme foi muito bem recebido, sendo sucesso de bilheteria até nos Estados Unidos, embora tivesse apenas cinco minutos de duração. O filme abriu muitas portas para Reiniger na indústria da animação.
Nos anos seguintes, fez seis curtas-metragens, todos produzidos e fotografados por seu marido. Estes foram intercalados com filmes publicitários (a agência de publicidade Julius Pinschwer inovou nos filmes publicitários e patrocinou um grande número de animadores abstratos durante o período de Weimar). Além disso, realizaram efeitos especiais de vários filmes de longa-metragem – o mais famoso uma silhueta de um falcão numa sequência de sonho, na Parte Um, de Die Nibelungen (Os Nibelungos) de Fritz Lang. Durante este período, ela se tornou o centro de um grande grupo de ambiciosos animadores alemães, incluindo Bartosch, Hans Richter, Walter Ruttmann e Oskar Fischinger.
Em 1923, foi convidada por Louis Hagen, que havia comprado uma grande quantidade de película bruta como investimento para combater a espiral de inflação do período e pedido para que ela fizesse um longa-metragem de animação. No entanto, isso trouxe algumas dificuldades. Reiniger é citada na revista Vision Times dizendo: "Nós tivemos que pensar duas vezes, era algo sobre o qual ninguém ouvira falar. Filmes de animação deveriam fazer as pessoas gargalharem, e ninguém tinha ousado entreter o público com eles por mais de dez minutos. Todos com quem conversamos na indústria sobre a proposta ficaram horrorizados." O resultado foi As Aventuras do Príncipe Achmed, concluído em 1926, uma das primeiras animações de longa-metragem, cujo enredo é um pastiche de histórias de As Mil e Uma Noites. Não conseguiram encontrar um distribuidor por quase um ano, mas graças ao apoio de Jean Renoir, tornou-se um sucesso de crítica e de público assim que estreou em Paris, apesar do estilo expressionista de As Aventuras do Príncipe Achmed não se encaixar perfeitamente com o estilo realista que estava se tornando popular em 1926.[6] Reiniger usa linhas que parecem coloridas para representar a localização exótica retratada no filme. Hoje, acredita-se que As Aventuras do Príncipe Achmed seja um dos mais antigos filmes de animação que ainda restam, provavelmente o mais antigo. Ele também é considerado o primeiro longa-metragem de animação de vanguarda.
Devido ao perfil rigidamente lateral das figuras, e também ao fato de as mesmas serem sempre movidas pela parte de baixo, para esconder perfeitamente as varas, a peça em si parecia mais simples e estática do que em movimento. Em suas viagens, Lotte Reiniger fez duas descobertas, que foram aproveitadas para o teatro de sombras.
Em 1927 ela viajou para o Egito e em 1936 conheceu o ator de teatro de sombras grego Dimitris Mollas. Nestas ocasiões, ela adquiriu uma nova percepção para o desenho do formato de suas personagens. “O que os grandes artistas bidimensionais do passado fizeram para conferir uma maior expressividade aos seus contornos? Observemos os relevos dos egípcios e as pinturas de vasos gregas, os reconhecidos mestres da arte bidimensional. Veja só, eles encontraram a resposta! Eles mostram os pés de perfil, mas mostram também os dois ombros e portanto, os braços, ampliando assim as habilidades de expressão. Nós queremos copiá-los”. Além disso, Reiniger também viu com Mollas, como as varas horizontais proporcionavam uma maior liberdade aos movimentos das personagens. De repente, as figuras conseguiam dar cambalhotas, fazer saltos e girar no ar separadas do fundo. “Essa apresentação me deu vontade de, no futuro, trabalhar com varas horizontais ao invés de verticais, assim como Mollas”.

### Fuga da Alemanha e anos finais
Com a ascensão do Partido Nazista, Reiniger e Koch decidiram emigrar (ambos estavam envolvidos na esquerda política), mas descobriram que nenhum outro país poderia dar-lhes vistos permanentes. Como resultado, o casal passou os anos 1933-1944 mudando de país para país, ficando tanto tempo quanto os vistos permitiam. Com o lançamento dos filmes sonoros, Reiniger e seu marido começaram a trabalhar com música para filmes de animação. Eles colaboraram com o cineasta Jean Renoir, em Paris, e Luchino Visconti, em Roma. Fizeram 12 filmes durante este período, dentre os mais conhecidos estão Carmen (1933) e Papageno (1935), ambos baseados em óperas populares (Carmen de Bizet e Die Zauberflöte de Mozart). Quando a II Guerra Mundial começou, eles ficaram com Visconti em Roma, até 1944, quando retornaram à Berlim para cuidar da mãe doente de Reiniger.[7] Sob o governo de Hitler, Reiniger foi forçada a fazer filmes de propaganda para a Alemanha. Um desses filmes é Die goldene Gans (O Ganso De Ouro, 1944). Para agradar ao regime, tinha que trabalhar sob condições rigorosas e limitadoras, razão pela qual alguns de seus trabalhos neste período de tempo podem parecer pouco criativos.
Em 1949, Reiniger e Koch mudaram-se para Londres, onde fez alguns filmes publicitários para John Grierson e o seu General Post Office Film Unit (mais tarde renomeado "Crown Film Unit"). Durante sua estadia em Londres, no início da década de 1950, fez amizade com "Freddie" Bloom, o primeiro diretor da Sociedade Nacional de Crianças Surdas que lhe pediu para criar um logotipo para a nova instituição de assistência. Reiniger respondeu com o corte de silhuetas de quatro crianças correndo para cima de uma colina. Bloom estava maravilhado com a sua habilidade com a tesoura — em poucos momentos ela criou cerca de quatro diferentes silhuetas de crianças a partir de papel preto. O logotipo foi utilizado até a década de 1990, quando uma empresa de design foi convidado a renová-lo. O resultado foi uma pequena modificação, mas este novo design deixou de ser usado poucos anos depois.[carece de fontes]
No início dos anos 50, quando ainda não tinha voltado a ter um estúdio de animação, Lotte trabalhou bastante com o teatro de sombras. Por um lado, dentre outras coisas, adaptou como peça de sombras o conto de fadas de Oscar Wilde, “O Príncipe Feliz” para o então renomado teatro de bonecos inglês “The Hogarth Puppets”. Por outro, na televisão, ela se tornou encarregada por uma série de adaptações de contos de fadas em teatro de sombras, as quais eram filmadas e transmitidas ao vivo. Para ambos os tipos de teatro de sombras, ela aplicou a percepção adquirida anteriormente: formatos mais elaborados e varas horizontais.
Com Louis Hagen Jr. (filho do financiador do Príncipe Achmed , em Potsdam), Reiniger fundou a Primrose Productions em 1953 e, nos próximos dois anos, produziu mais de uma dezena de curtas em silhueta baseados em Contos Dos irmãos Grimm para a BBC e Telecasting América. Reiniger também fez ilustrações para o livro de 1953 Rei Arthur e os Cavaleiros da Távola Redonda, de Roger Lancelyn Green.[carece de fontes]
Até os anos 1960, a artista se dedicava à filmagem. Seus filmes de óperas e contos de fadas são os mais famosos e mais transmitidos, também pela televisão. Reiniger não tinha sempre uma mesa de luz à disposição para gravar seus filmes, motivo pelo qual também subia aos palcos como atriz de teatro de sombras. Foi durante um período de estadia em Atenas, em 1936, que conheceu o teatro de sombras grego e, adotando a técnica grega, escreveu peças, executadas por ela mesma, para os mais diversos palcos. Reiniger elevou o paper cutting como técnica artística a um alto patamar, o que até então era inédito. Após suas primeiras cenas de teatro, montou episódios complexos sobre o Rei Artur, bem como óperas de Mozart, englobando temas mitológicos e também os contos de fadas. Ela conseguiu registrar em uma única imagem contextos narrativos complexos, através da técnica de paper cutting médio. Frequentemente, a artista fazia o recorte das silhuetas com suas próprias mãos: “minhas mãos já estão tão acostumadas a lidar com a tesoura, que elas já sabem por si só o que devem fazer”. O trabalho de Lotte Reiniger foi decisivo para o desenvolvimento de todas as três artes – paper cutting, teatro de sombras e animação de silhuetas –, criando inclusive novas escalas e proporções.
Reiniger foi premiada com o Filmband in Gold do Deutscher Filmpreis em 1972; e em 1979, recebeu a Grã-Cruz da Ordem do Mérito da República Federal da Alemanha. Faleceu em Dettenhausen, Alemanha, em 19 de junho de 1981, pouco depois do seu 82º aniversário.[carece de fontes]

## Estilo de arte
Reiniger tinha um estilo de arte peculiar em suas animações que era muito diferente de outros artistas do período de 1920 a 1930, particularmente em termos de personagens. Na década de 1920, especialmente, os personagens tendiam a mostrar emoções ou ação por meio de expressões faciais, enquanto os de Reiniger o faziam por meio de gestos. Ela também utilizava a técnica de metamorfose em suas animações. Essa técnica beneficia o trabalho com contos de fadas. Devido a isso, os personagens geralmente não possuem um formato totalmente humano, mas são capazes de expressar uma fluidez que é muito importante para o estilo expressionista. Apesar de existirem outros animadores do período que utilizaram estas técnicas, Reiniger se destaca porque é capaz de realizar este estilo usando animação de recortes. As figuras se assemelham à animação stop-motion, na forma como elas se movem.

## Influência
Apesar de todos os criadores de contos de fadas animados poderem ter sido influenciados por Reiniger, Bruno J. Böttge é, provavelmente, o que fez referências mais explícitas ao seu trabalho.[carece de fontes]Fonte aqui :http://www.scherenschnitt.org/boettge/
O filme Fantasia de Disney usa o estilo de Reiniger no início da cena onde Mickey Mouse está com os músicos em live-action.
O animador francês Michel Ocelot, que começou a usar o formato silhueta na série de televisão de 1989 Ciné si, também utilizou, em seu filme de silhueta Príncipes e princesas, muitas das técnicas criadas por Reiniger, junto com outras de sua própria invenção.[8]
O estilo de animação de Reiniger foi utilizado nos créditos do filme de 2004, Lemony Snicket's A Series of Unfortunate Events (Desventuras em série).
No filme de 2010, Harry Potter e as Relíquias da Morte – Parte 1, o animador Ben Hibon usou o estilo de animação de Reiniger no curta-metragem intitulado "O Conto dos Três Irmãos".[9]
A série de animação Steven Universo homenageou o estilo de Reiniger no episódio "A Resposta".[10]

## Legado
O museu municipal, em Tübingen, possui grande parte de seu material original, e abriga uma exposição permanente: "O Mundo da Luz e da Sombra: Silhueta, teatro de sombras, o filme de silhuetas".[11] O Filmmuseum Düsseldorf também possui muitos materiais do trabalho de Lotte Reiniger, incluindo sua mesa de animação e uma parte da exposição permanente é dedicada à ela.[12] Outro grande arquivo com o seu trabalho é mantido pelo BFI National Archive.[13]
Em 2 de junho de 2016, o Google comemorou o 117 ° aniversário de Reiniger com um Google Doodle.
O formato de arquivo Lottie para animação vetorial recebeu esse nome em homenagem a ela.

## Filmografia
- 1919 – The Ornament of the Lovestruck Heart
- 1920 – Amor and the Steady Loving Couple
- 1921 – The Star of Bethlehem
- 1922 – Sleeping Beauty
- 1922 – The Flying Suitcase
- 1922 – The Secret of the Marquise
- 1922 – Cinderella
- 1926 – The Adventures of Prince Achmed (feature)
- 1927 – The Chinese Nightingale
- 1928 – Dr. Dolittle and His Animals (3 parts: "The Journey to Africa", "The Monkey Bridge", "The Monkey Illness")
- 1928 – The Seemingly Dead Chinese
- 1930 – Chasing Fortune
- 1930 – Ten Minutes of Mozart
- 1931 – Harlekin
- 1932 – Sissi
- 1933 – Carmen
- 1934 – The Stolen Heart
- 1935 – The Little Chimney Sweep
- 1935 – Galathea: The Living Marblestatue
- 1935 – Kalif Storch
- 1935 – Papageno
- 1936 – Silhouettes (animation scenes)
- 1936 – Puss in Boots
- 1937 – The Tocher. Film Ballet
- 1938 – The HPO – Heavenly Post Office
- 1942 – Girl of the Golden West (writer)
- 1944 – The Goose That Lays the Golden Eggs
- 1951 – Mary's Birthday
- 1953 – The Magic Horse
- 1954 – Aladdin and the Magic Lamp
- 1954 – Caliph Storch
- 1954 – Cinderella
- 1954 – Puss in Boots
- 1954 – Snow White and Rose Red
- 1954 – The Frog Prince
- 1954 – The Gallant Little Tailor
- 1954 – The Grasshopper and the Ant
- 1954 – The Little Chimney Sweep
- 1954 – The Sleeping Beauty
- 1954 – The Three Wishes
- 1954 – Thumbelina
- 1955 – Hansel and Gretel
- 1955 – Jack and the Beanstalk
- 1961 – The Frog Prince
- 1975 – Aucassin and Nicolette
- 1979 – The Rose and the Ring